# Smulţi
Smulţi é uma comuna romena localizada no distrito de Galaţi, na região de Moldávia. A comuna possui uma área de 55.63 km² e sua população era de 1510 habitantes segundo o censo de 2007.